# François Chabas

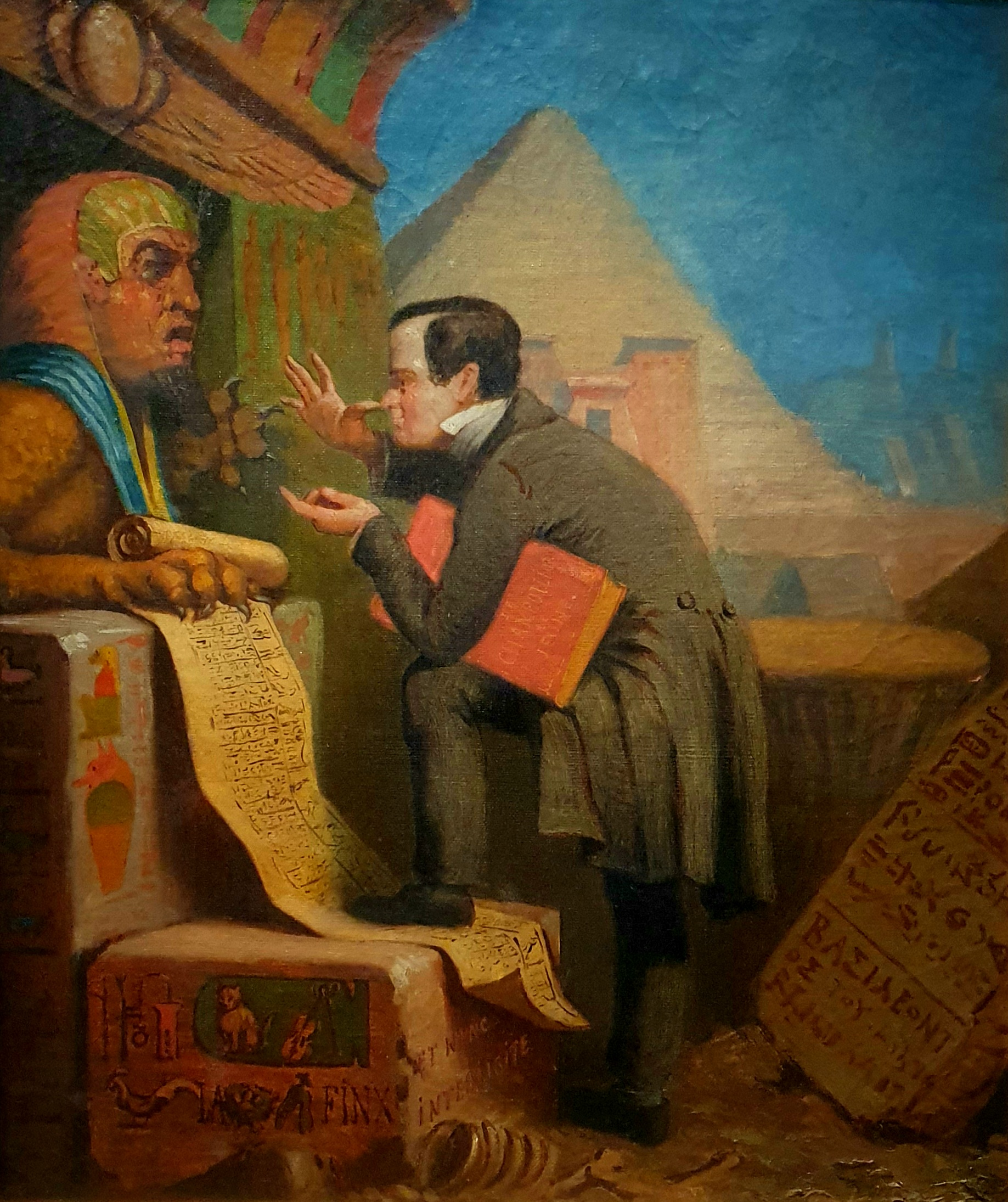

François Chabas, född den 2 januari 1817 i Briançon, död den 17 maj 1882 i Versailles, var en fransk egyptolog.  
Chabas utbildades för köpmansyrket och blev sedermera vinhandlare i Chalon-sur-Saône. Driven av sin kärlek till vetenskapen, hade han redan tidigt lyckats förvärva sig omfattande kunskaper, särskilt i språk, och han använde all sin lediga tid för att yttermera utvidga sitt vetande. 
Så kom han tämligen snart in på egyptologin, åt vilken han ägnade sina bästa krafter. Hans verksamhet på egyptologins område var synnerligen omfångsrik. Begåvad med en ovanlig språktalang och en lycklig divinationsförmåga, lyckades han tolka texter som förut trotsat alla tydningsförsök. 
Trots att han var privat vetenskapsman i en liten provinsstad, skydde han aldrig några kostnader när det gällde främjandet av en bättre kunskap om det gamla Egypten, samt offrade sina besparingar för att kunna offentliggöra (i relativt billiga upplagor) fornegyptiska texter och urkunder, som utan honom säkerligen länge skulle blivit otillgängliga för forskningen. 
Bland Chabas arbeten kan nämnas: 
- D'une inscription historique du règne de Séti I (1856)
- Mémoire sur l'inscription d'Ibsamboul (1859)
- Le papyrus magique Harris (1861)
- Mélanges égyptologiques (1862-1873, i 3 serier)
- Études sur l'antiquité historique d'apres les sources égyptiennes et les monuments réputés pré-historiques (1872; 2:a uppl. 1873)
- Voyage d'un égyptien en Syrie, en Palestine et Phénicie etc. (1866).

Det sistnämnda arbetet utgavs av Chabas i förening med den berömde engelske egyptologen C.W. Goodwin och utgör en omfattande analys av papyrus "Anastasi n:o 1" i British Museum. Den av Chabas utgivna tidskriften L'égyptologie hade blott två årgångar (1876-1878).